# William Quantrill
William Clarke Quantrill (ur. 31 lipca 1837 w Dover w stanie Ohio, zm. 6 czerwca 1865 w Taylorsville w stanie Kentucky) – dowódca wojskowy w armii Konfederacji podczas wojny secesyjnej. Dowodził oddziałem partyzantów (później rozbójników) nazwanym „Najeźdźcami Quantrilla” (Quantrill's Raiders).